# Venus Forces V Ranger
Venus Forces V Ranger (女神戦隊Ｖレンジャー) es una película japonesa, del 10 de noviembre de 2006, producida por Zen Pictures. Es una película del género tokusatsu, de acción y aventuras, con artes marciales, dirigido por Masayuki Toyama.
El idioma es en japonés, pero también está disponible con subtítulos en inglés, en DVD o descargable por internet.

## Argumento
4 chicas jóvenes fisgonean en las enseñanzas secretas de "Venus de oro", pero acaban formando parte de esta extraña secta religiosa, quedándoseles el cerebro lavado con sus ideas. "Venus Dorada" es la malvada jefa de la organización, que tiene como gran aliada a "Venus Plateada". 
Las 4 chicas adquirirán poderes de lucha en esta organización, pero aunque inicialmente se les quedó el cerebro lavado con sus malignas ideas, acabarán revelándose y enfrentándose a la organización, formando el equipo de las "Venus Ranger".